# Marie-Charlotte Hippolyte de Campet de Saujon
Marie-Charlotte Hippolyte de Campet de Saujon, per casament Comtessa de Boufflers (1724 – 1800), va ser una patrocinadora de la literatura francesa. Tenia per mal nom "l'idole" atorgat per Madame du Deffand, era dama de la Duquesa de Chartres

## Biografia
Marie-Charlotte Hippolyte de Campet de Saujon nasqué a Rouen, erafilla de Charles-François de Saujon, Baron de la Rivère, i Louis-Angélique de Barberin de Reignac. Es casà amb l Comte Édouard de Boufflers-Rouverel, el 15 de febrer de 1746. Aviat va ser amant del Prince de Conti.
Fins al 1789, va mantenir un Salon literari i va rebre els enciclopedistes com Denis Diderot, David Hume, Grimm, Jean-Jacques Rousseau, l'abbé Prévost, l'abbé Morellet, i Beaumarchais.
El 1763, anà a Londres durant les negociacions de pau acmpanyant l'esposa de l'ambaixador francès, Madame d'Usson. Allà es trobà amb Samuel Johnson i Horace Walpole
Al final de la seva vida actuà com a agent del rei Gustau III de Suècia. Segons la tradició arranjà el matrimoni entre Germaine Necker i l'ambaixador suec Erik Magnus Staël von Holstein (Baró de Staël).
Arrestada durant el Regnat del Terror va ser absolta pel Tribunal revolucionari.
Va escriure diversos poemes i obres sobre literatura.